# Laure Valée
Pour les articles homonymes, voir Valée.
Laure Valée, née le 12 juin 1992, est une présentatrice française spécialisée dans l'esport. Après avoir été chroniqueuse sur Canal+, elle anime l'émission beIN eSports sur BeIn Sports. Elle est également analyste sur le jeu League of Legends, créatrice de l'émission Pixel Perfect et l’une des propriétaires de la chaîne Twitch One Trick Production, alias OTP.

## Biographie
Après avoir obtenu un bac littéraire, Laure Valée poursuit ses études dans l'histoire de l'art avec pour objectif de devenir commissaire-priseur. 
En 2013, Laure Valée rédige bénévolement des articles pour Millenium. Sa première expérience dans une rédaction professionnelle intervient l'année suivante lors du championnat du monde de League of Legends pour le site Jeuxvideo.com. Elle intègre ensuite la rédaction de la web TV O'Gaming avec le statut de bénévole et travaille comme rédactrice freelance pour Riot Games.
Également connue sous le pseudonyme de « Bulii », surnommée « Bubu », elle réalise les interviews des joueurs en backstage lors des championnats du monde 2015 pour O'Gaming,. Reconnue comme une spécialiste du monde du gaming et des compétitions sur League of Legends, elle intervient régulièrement dans les programmes télévisés consacrés au esport comme le Canal Esport Club,. Parallèlement à ces piges, elle étudie et obtient un master en presse écrite à l'École supérieure de journalisme de Paris.
En 2018, elle remplace Domingo à la présentation de l'émission beIN eSports sur BeIn Sports. L'une des seules femmes à avoir une forte visibilité dans le monde de l'esport, sa notoriété lui vaut de subir des discours sexistes, des moqueries et un harcèlement sur les réseaux sociaux. Elle partage sa vie entre Paris et Berlin pour travailler dans les studios de Riot Games et animer les multiples compétitions internationales de League Of Legends (LEC, EU Masters, MSI). En 2021, Laure Valée crée sa propre chaîne Twitch et YouTube. À la rentrée de septembre 2022, elle devient consultante esport pour France Info.

### Audiographie
- Laure "Bulii" Valée, journaliste e-sport : persévérance, harcèlement et sororité, série Histoires de Succès, podcast de Fabrice Florent, no 59, 62 minutes, 2020.